# サンペレグリノ

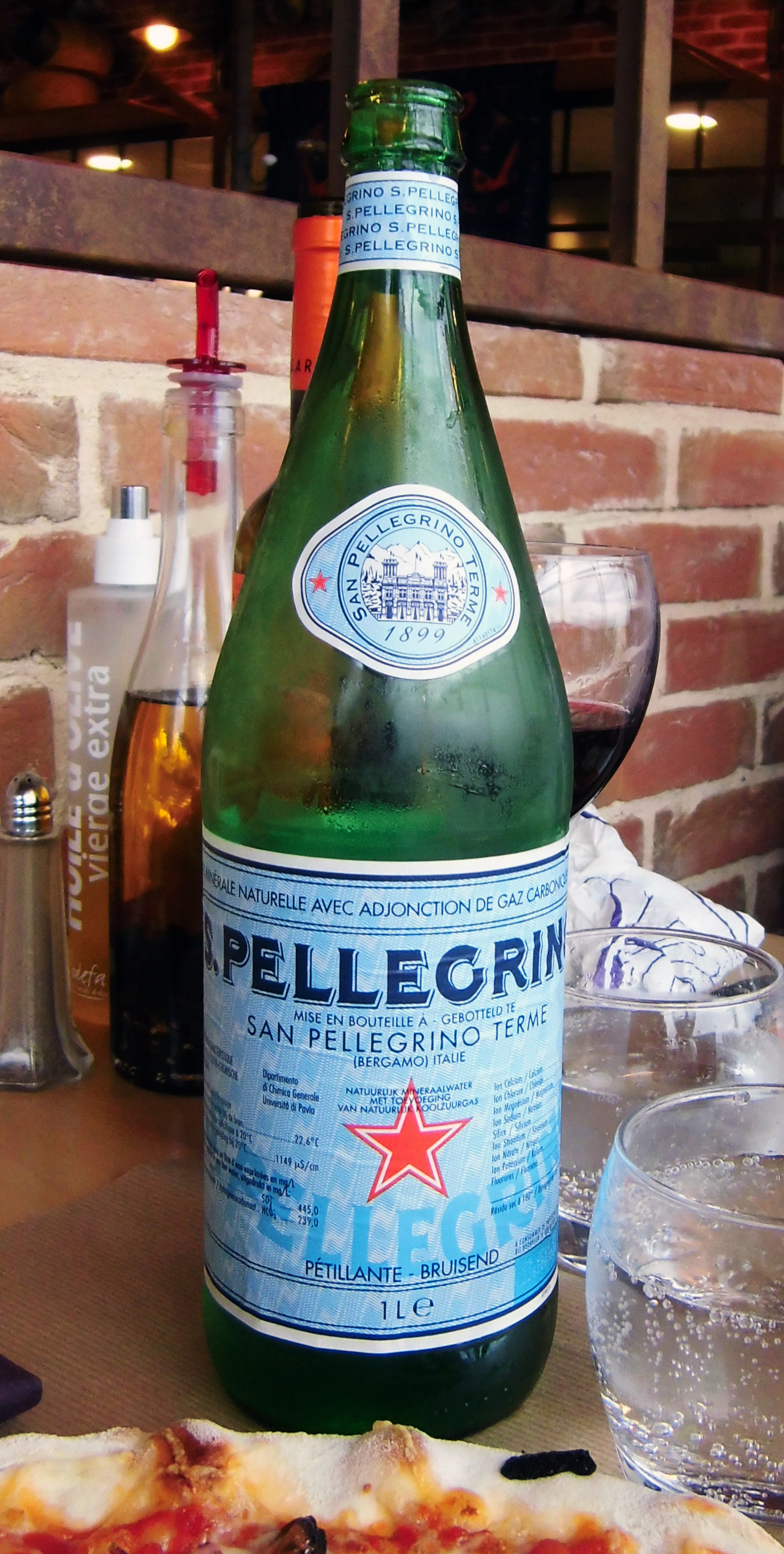
サンペレグリノ

サンペレグリノ (Sanpellegrino; S.Pellegrino) は、イタリアのミネラルウォーターのブランドである。赤い星と「S.Pellegrino」のロゴが特徴である。ネスレグループが商標権を保有し、日本ではモトックスから販売されている。

## ミネラルウォーター

### 概要
水質は硬水。炭酸を含む瓶入りのミネラルウォーターとしては、欧州各国で最も有名なミネラルウォーターの一つである。近年は日本でも炭酸入りミネラルウォーターの人気が高まり、赤い星を見かけるようになってきている。
特にテーブルウォーターとしてはペリエと並ぶ代表的な存在であり、きめ細やかな炭酸と、マイルドな喉ごしは濃厚な料理やワインの口直しに適している。
レオナルド・ダ・ヴィンチもその効用に感嘆し、愛飲したと言われている。しかしながら、この「事実」は論議されている。イタリア本国では炭酸飲料なども販売している。

### 基本情報
- カルシウム - 208 (mg / l)
- マグネシウム - 53.5 (mg / l)
- ナトリウム - 42 (mg / l)
- カリウム - 2.8 (mg / l)
- 硬度 - 734
- pH - 7.8
- 水源 - イタリア、ロンバルディア州サン・ペッレグリーノ・テルメ
- 殺菌方法 - 無殺菌
- ボトリング状況 - 採水地で直接ボトリング

## CHINO

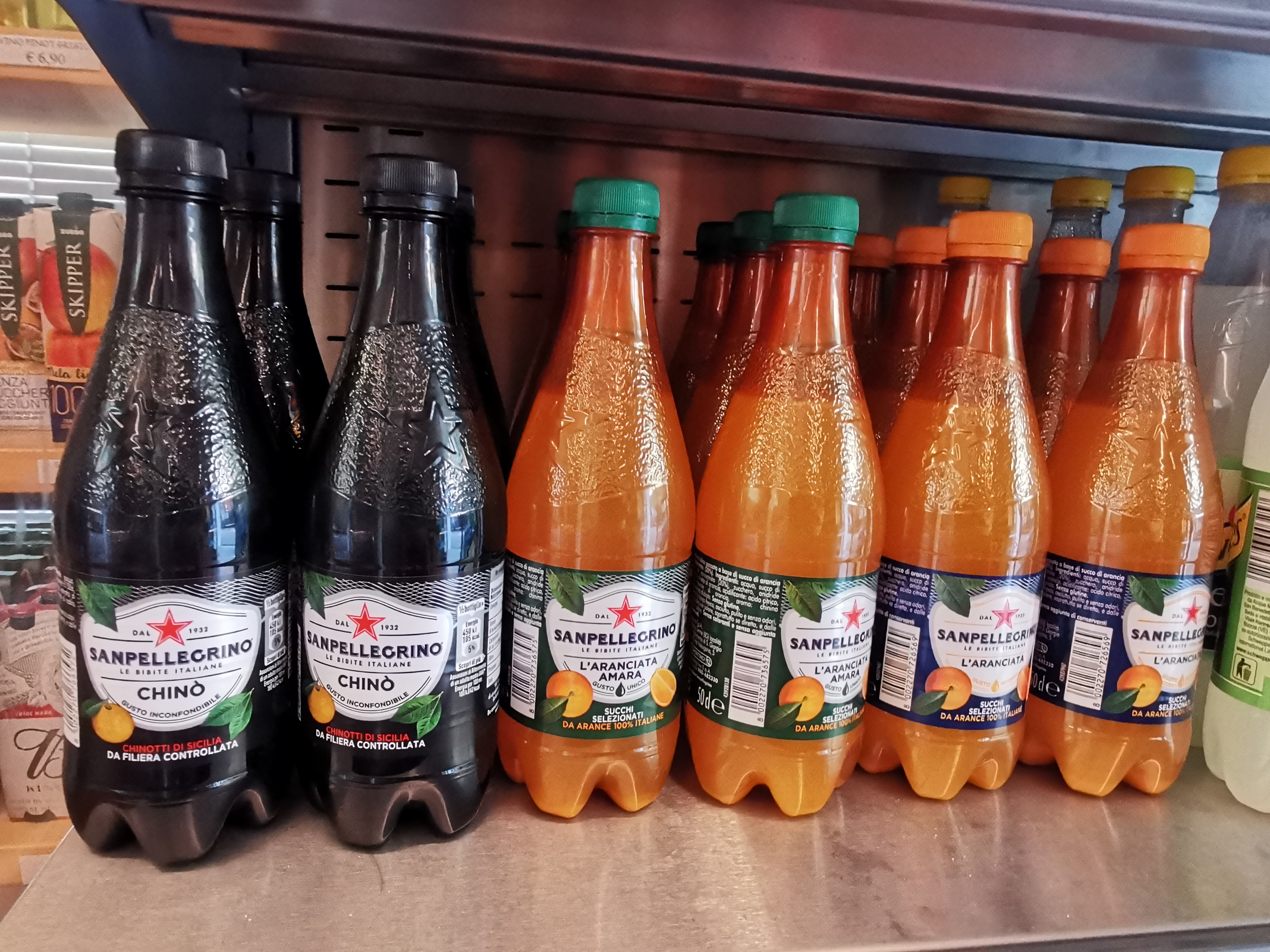
CHINO

CHINOは、キノットという小さく苦い柑橘系の果物が入った炭酸飲料。キノットジュースはイタリアでは有名で、世界各地のイタリア系移民街でも見かけられる。色はコカ・コーラに似た色で、味は甘く苦い。